# Der Eisbär
Der Eisbär ist eine deutsche Thriller-Komödie aus dem Jahre 1998 und ist die erste Regiearbeit von Til Schweiger, der im Film auch die Hauptrolle spielt.

## Handlung
Der Film beginnt damit, dass ein schwerverletzter Mann einen eleganten Mercedes-Oldtimer zum cholerischen Gangsterboss „Gesundheitsinspektor“ fährt. Der Gesundheitsinspektor steigt zu dem Mann in den Wagen, ist erbost darüber, dass in seinem Wagen offensichtlich massenhaft Burger verputzt worden sind, und fragt den Mann, wer das gewesen sei; doch dieser bekommt kein Wort heraus, da er schwer verletzt ist. Der Gesundheitsinspektor schaltet daraufhin das Autoradio aus und löst damit eine vorher installierte Autobombe aus.
Danach setzt die eigentliche Filmhandlung ein, die einige Stunden vor der Explosion des Wagens spielt. Die attraktive Berufskillerin Nico wird von zwei Komplizen beauftragt, den Oldtimer zum Gesundheitsinspektor zu bringen. Hier wurde eine Bombe installiert, die diesen töten soll. Sollte dieser Plan scheitern, werde keiner von ihnen diese Nacht überleben, mutmaßt einer der Ganoven.
Nico fährt los und lässt sich den Wagen von den beiden infantilen jungen Männern Fabian und Reza stehlen. Diese fahren nun durch die nächtliche Stadt, um mit dem Wagen Mädchen anzubaggern. Als sie eine von Nicos Schusswaffen entdecken, begehen sie einen skurrilen Überfall auf ein Fast-Food-Restaurant: Statt Geld verlangen sie 40 „Fleischbrötchen“. Verzweifelt setzt sich Nico in die Kneipe Pauls Eck, um sich zu betrinken.
Leo arbeitet unter dem bekannten Decknamen „Eisbär“ als Killer. Bei seinem letzten Auftrag tötet er die Zielperson, die jedoch am Leben hätte bleiben sollen. Diese Nachricht erreicht Leo aber erst, als der Auftrag bereits ausgeführt ist. Die Schergen seines Bosses, des Gesundheitsinspektors, suchen ihn deshalb, um ihn zu beseitigen. Verzweifelt setzt auch er sich in die Kneipe Pauls Eck. Dort lernt er Nico kennen und verliebt sich in sie.
Im Finale treffen alle Parteien in einem Mexican standoff aufeinander: Leo und Nico, Fabian und Reza, die Verfolger Leos und zwei Polizisten. Sie bedrohen sich gegenseitig mit Handfeuerwaffen und schreien sich hysterisch an.
Bei dem anschließenden Schusswechsel zwischen der Polizei und den Killern werden die meisten Beteiligten getötet. Auch Nico und Leo werden von Kugeln getroffen. Außer den vieren überlebt auch einer der Killer, die Leo töten sollten, die Schießerei. Dieser ist der Mann, der den Wagen dann in der Anfangsszene zum Gesundheitsinspektor fährt, so dass unbeabsichtigt der Mordanschlag auf den Gangsterboss doch noch glückt.
Leo fährt Fabian, Reza und Nico aus der Stadt. Mitten auf der Autobahn lässt er Fabian und Reza laufen, drückt ihnen vorher noch einen Batzen Geld in die Hand und fährt dann mit Nico auf eine entlegene Wiese. Dort erliegen beide schließlich im Auto ebenfalls ihren Schusswunden.
Fabian und Reza fahren per Anhalter in einem LKW mit und freuen sich über das Geld.

## Kritiken
„Ein überflüssiger Film, der lediglich die Oberflächenreize seiner Vorbilder von David Lynch bis Quentin Tarantino benutzt, ohne deren Substanz auch nur zu erahnen.“

„Charmantes kleines Regiedebüt von Schweiger mit 'ner guten Portion Tarantino-Witz.“

Die Deutsche Film- und Medienbewertung FBW in Wiesbaden verlieh dem Film das Prädikat wertvoll.

## Wissenswertes
- In Deutschland zog der Film 733.000 Leute ins Kino.
- Eine der letzten Szenen, das Aufeinandertreffen vor der Kneipe, ist ein Zitat des Motivs aus True Romance.
- Die Stimme von Leos Mutter ist die Stimme von Kathrin Ackermann.
- Der zuletzt gespielte Musiktitel des Filmes, zu welchem Leo und Nico nur noch alleine fahren, ist Beautiful von Mandalay.
- Viele Hinweise deuten auf Köln als Handlungsort, u. a. das Kennzeichen des Oldtimers. Außerdem wird in Pauls Eck Kölsch ausgeschenkt. Jedoch hat der Wagen der Zivilstreife Münchner Kennzeichen, der Wagen von Nicos Verfolgern hat Berliner Kennzeichen, der Wagen von den auf Leo angesetzten Killern Dortmunder Kennzeichen – und zum Schluss fliehen Leo, Nico, Fabian und Reza in einem Wagen mit Essener Kennzeichen. Das Kennzeichen des Essener Wagens ist E-NA 98, die Produktionsfirma des Filmes ist die ena Film GmbH, der Film stammt aus dem Jahre 1998.
- Die Kneipe befindet sich in Köln-Mülheim.
- Die Szene des Burger-Überfalls ist eine fast identische Umsetzung aus Haruki Murakamis The Second Bakery Attack.